# Mabel Ballin
Mabel Ballin właś. Mabel Croft (ur. 1 stycznia 1887 w Filadelfii, zm. 24 lipca 1958 w Santa Monica) – amerykańska aktorka filmowa czasów kina niemego.